# Campionato mondiale maschile under 17 di calcio 2023
Il Campionato mondiale di calcio Under-17 2023 è stato la diciannovesima edizione dell'omonimo torneo internazionale di calcio giovanile, svoltosi dal 10 novembre al 2 dicembre 2023 in Indonesia.
L'Indonesia (in un primo momento designata per ospitare il mondiale Under-20, alla fine revocatole a beneficio dell'Argentina) era stata scelta dalla FIFA come nazione ospitante della competizione, ma la federazione calcistica mondiale ha in seguito assegnato l'evento al Perù in quanto la nazione sudamericana avrebbe dovuto ospitare l'edizione 2021, che alla fine è stata cancellata a causa della pandemia di COVID-19 nel mondo. Successivamente, dopo l'esito negativo di alcune ispezioni degli impianti e per altri problemi organizzativi, la FIFA ha rilasciato un comunicato in data 4 aprile 2023 con il quale ha reso noto che il Perù non avrebbe più ospitato il torneo per le motivazioni sopra citate, di conseguenza il 24 giugno 2023 il torneo è stato ufficialmente riassegnato all'Indonesia.

## Città e stadi
| Giacarta | Surabaya                 |
| --- | ------------------------ |
| Jakarta International Stadium                                                                                        | Gelora Bung Tomo Stadium |
| Capacità: 82,000 | Capacità: 45,134         |
| |                          |
| Posizione degli stadi del Campionato mondiale di calcio Under-17 2023 (Indonesia) Jakarta Bandung Surabaya Surakarta |                          |
| Bandung | Surakarta                |
| Jalak Harupat Stadium                                                                                                | Manahan Stadium          |
| Capacità: 30,100 | Capacità: 20,000         |
| |                          |

## Squadre partecipanti
| Confederazione                                        | Torneo di qualificazione                   | Qualificate                                 |
| ----------------------------------------------------- | ------------------------------------------ | ------------------------------------------- |
| AFC (Asia)                                            | Campionato asiatico Under-17 2023          | Corea del Sud Iran Giappone Uzbekistan      |
| CAF (Africa)                                          | Campionato africano Under-17 2023          | Burkina Faso Marocco Mali Senegal           |
| CONCACAF (America Centrale, Settentrionale e Caraibi) | Campionato CONCACAF Under-17 2023          | Canada Panama Messico Stati Uniti           |
| CONMEBOL (Sud America)                                | Campionato sudamericano Under-17 2023      | Brasile Argentina Ecuador Venezuela         |
| OFC (Oceania)                                         | Campionato oceaniano Under-17 2023         | Nuova Caledonia Nuova Zelanda               |
| UEFA (Europa)                                         | Campionato europeo di calcio Under-17 2023 | Inghilterra Francia Germania Spagna Polonia |
| Nazione ospitante                                     | Nazione ospitante                          | Indonesia                                   |

## Fase a gironi
Si qualificano alla fase ad eliminazione diretta le due prime di ogni girone e le miglior quattro fra le terze classificate. Le posizioni in classifica vengono determinate usando, nell'ordine, i seguenti criteri:
1. maggior numero di punti:
2. miglior differenza reti;
3. maggior numero di gol segnati.

Se non è possibile stabilire la graduatoria con i precedenti criteri per due o più squadre vengono presi in considerazione:
1. maggior numero di punti ottenuti negli scontri diretti;
2. miglior differenza reti negli scontri diretti;
3. maggior numero di gol segnati negli scontri diretti;
4. sorteggio.

### Gruppo A
| Pos. | Squadra   | Pt | G | V | N | P | GF | GS | DR |
| ---- | --------- | -- | - | - | - | - | -- | -- | -- |
| 1.   | Marocco   | 6  | 3 | 2 | 0 | 1 | 5  | 3  | +2 |
| 2.   | Ecuador   | 5  | 3 | 1 | 2 | 0 | 4  | 2  | +2 |
| 3.   | Indonesia | 2  | 3 | 0 | 2 | 1 | 3  | 5  | -2 |
| 4.   | Panama    | 2  | 3 | 0 | 2 | 1 | 2  | 4  | -2 |

| Arbitro: | João Pinheiro |

|  |           |                           |
|  | Marcatori | 16’ Chlaghmo 90+5’ Ennair |

| Arbitro: | Espen Eskås |

|          |           |            |
| Kaka 22’ | Marcatori | 28’ Obando |

| Arbitro: | Keylor Herrera |

|  |           |                            |
|  | Marcatori | 62’ (rig.), 90+3’ Bermúdez |

| Arbitro: | Rade Obrenovič |

|          |           |                |
| Kaka 54’ | Marcatori | 45+3’ Castillo |

| Arbitro: | Morten Krogh |

|                                              |           |            |
| Alaoui 29’ (rig.) Aït Boudlal 39’ Hamony 64’ | Marcatori | 42’ Asyura |

| Arbitro: | Fu Ming |

|          |           |              |
| Ruiz 24’ | Marcatori | 79’ Castillo |

### Gruppo B
| Pos. | Squadra    | Pt | G | V | N | P | GF | GS | DR |
| ---- | ---------- | -- | - | - | - | - | -- | -- | -- |
| 1.   | Spagna     | 7  | 3 | 2 | 1 | 0 | 5  | 2  | +3 |
| 2.   | Mali       | 6  | 3 | 2 | 0 | 1 | 8  | 2  | +6 |
| 3.   | Uzbekistan | 4  | 3 | 1 | 1 | 1 | 5  | 5  | 0  |
| 4.   | Canada     | 0  | 3 | 0 | 0 | 3 | 1  | 10 | -9 |

| Arbitro: | Gustavo Tejera |

|                              |           |  |
| Doumbia 30’, 72’ (rig.), 75’ | Marcatori |  |

| Arbitro: | Roberto Bruno Pérez Gutiérrez |

|                      |           |  |
| Guiu 21’ Junyent 76’ | Marcatori |  |

| Arbitro: | Bryan López |

|               |           |  |
| Hernández 62’ | Marcatori |  |

| Arbitro: | Ivo Nigel Méndez Chávez |

|                                   |           |  |
| Chukwu 22’ (aut.) Saidov 24’, 81’ | Marcatori |  |

| Arbitro: | Augusto Aragón |

|                                |           |                      |
| Shukurullayev 45+4’ Saidov 54’ | Marcatori | 10’ Oyono 19’ Martin |

| Arbitro: | Espen Eskås |

|            |           |                                                          |
| Chukwu 45’ | Marcatori | 14’ Diarra 26’ Barry 73’ Kanate 77’ Makalou 90+1’ Thiero |

### Gruppo C
| Pos. | Squadra         | Pt | G | V | N | P | GF | GS | DR  |
| ---- | --------------- | -- | - | - | - | - | -- | -- | --- |
| 1.   | Inghilterra     | 6  | 3 | 2 | 0 | 1 | 13 | 3  | +10 |
| 2.   | Brasile         | 6  | 3 | 2 | 0 | 1 | 13 | 4  | +9  |
| 3.   | Iran            | 6  | 3 | 2 | 0 | 1 | 9  | 4  | +5  |
| 4.   | Nuova Caledonia | 0  | 3 | 0 | 0 | 3 | 0  | 24 | -24 |

| Arbitro: | Ko Hyung-jin |

|  |           | |
|  | Marcatori | 16’ (rig.) Denny 30’, 57’ Oboavwoduo 35’ Dibling 45+4’ Acheampong 51’ Amo-Ameyaw 78’ Nwaneri 80’ (aut.) Hanye 85’ Murray-Campbell 90+1’ McAllister |

| Arbitro: | Selvin Brown |

|                               |           |                                      |
| Rayan 28’ Zamani 45+2’ (aut.) | Marcatori | 54’ Barage 69’ Taheri 73’ Gholizadeh |

| Arbitro: | Pierre Atcho |

| |           |  |
| Rayan 28’, 51’ (rig.) Estêvão 39’ Luighi 44’ Nogueira 46’, 86’, 90+4’ Vitor Reis 56’ João Victor 61’ | Marcatori |  |

| Arbitro: | Gustavo Tejera |

|                             |           |            |
| Russell-Denny 63’ Ndala 90’ | Marcatori | 31’ Zamani |

| Arbitro: | Bryan López |

|                  |           |                          |
| Ndala 71’ (rig.) | Marcatori | 43’ Nogueira 54’ Da Mata |

| Arbitro: | Ivo Nigel Méndez Chávez |

|                                                    |           |  |
| Razaghinia 17’, 34’ Ghandi 76’, 90+6’ Taheri 90+8’ | Marcatori |  |

### Gruppo D
| Pos. | Squadra   | Pt | G | V | N | P | GF | GS | DR |
| ---- | --------- | -- | - | - | - | - | -- | -- | -- |
| 1.   | Argentina | 6  | 3 | 2 | 0 | 1 | 8  | 3  | +5 |
| 2.   | Senegal   | 6  | 3 | 2 | 0 | 1 | 6  | 4  | +2 |
| 3.   | Giappone  | 6  | 3 | 2 | 0 | 1 | 4  | 3  | +1 |
| 4.   | Polonia   | 0  | 3 | 0 | 0 | 3 | 1  | 9  | -8 |

| Arbitro: | Pierre Atcho |

|             |           |  |
| Takaoka 77’ | Marcatori |  |

| Arbitro: | Atilla Karaoğlan |

|               |           |               |
| Ruberto 90+2’ | Marcatori | 6’, 38’ Diouf |

| Arbitro: | Omar Mohamed Al Ali |

|                                      |           |            |
| Gueye 18’, 52’, 69’ Szala 30’ (aut.) | Marcatori | 66’ Regula |

| Arbitro: | João Pinheiro |

|             |           |                                     |
| Takaoka 50’ | Marcatori | 5’ Echeverri 8’ Acuña 90+9’ Ruberto |

| Arbitro: | Rade Obrenovič |

|  |           |                  |
|  | Marcatori | 62’, 72’ Takaoka |

| Arbitro: | Keylor Herrera |

|  |           |                                                |
|  | Marcatori | 34’ Laplace 46’ Ruberto 52’ Subiabre 84’ López |

### Gruppo E
| Pos. | Squadra       | Pt | G | V | N | P | GF | GS | DR |
| ---- | ------------- | -- | - | - | - | - | -- | -- | -- |
| 1.   | Francia       | 9  | 3 | 3 | 0 | 0 | 7  | 0  | +7 |
| 2.   | Stati Uniti   | 6  | 3 | 2 | 0 | 1 | 5  | 5  | 0  |
| 3.   | Burkina Faso  | 3  | 3 | 1 | 0 | 2 | 3  | 6  | -3 |
| 4.   | Corea del Sud | 0  | 3 | 0 | 0 | 3 | 2  | 6  | -4 |

| Arbitro: | Fu Ming |

|                                                   |           |  |
| Lambourde 49’ Tincres 81’ (rig.) Gomis 87’ (rig.) | Marcatori |  |

| Arbitro: | Morten Krogh |

|                    |           |                              |
| Kim Myeong-jun 35’ | Marcatori | 7’, 73’ Berchimas 49’ Medina |

| Arbitro: | Roberto Bruno Pérez Gutiérrez |

|                              |           |            |
| Figueroa 45’ Berchimas 45+6’ | Marcatori | 89’ Diarra |

| Arbitro: | Ibrahim Mutaz |

|            |           |  |
| Amougou 2’ | Marcatori |  |

| Arbitro: | Dahane Beida |

|  |           |                                 |
|  | Marcatori | 45+2’, 83’ Tincrès 87’ Meupiyou |

| Arbitro: | Selvin Brown |

|                       |           |                    |
| Diarra 24’ Camara 85’ | Marcatori | 49’ Kim Myeong-jun |

### Gruppo F
| Pos. | Squadra       | Pt | G | V | N | P | GF | GS | DR |
| ---- | ------------- | -- | - | - | - | - | -- | -- | -- |
| 1.   | Germania      | 9  | 3 | 3 | 0 | 0 | 9  | 2  | +7 |
| 2.   | Messico       | 4  | 3 | 1 | 1 | 1 | 7  | 5  | +2 |
| 2.   | Venezuela     | 4  | 3 | 1 | 1 | 1 | 5  | 5  | 0  |
| 4.   | Nuova Zelanda | 0  | 3 | 0 | 0 | 3 | 1  | 10 | -9 |

| Arbitro: | Ibrahim Mutaz |

|                                |           |  |
| Martínez 29’ Romero 87’, 90+7’ | Marcatori |  |

| Arbitro: | Augusto Aragón |

|             |           |                                       |
| Jiménez 75’ | Marcatori | 29’ Darvich 38’ Moerstedt 53’ Moreira |

| Arbitro: | Atilla Karaoğlan |

|                       |           |                               |
| Carillo 62’ Ortiz 67’ | Marcatori | 6’ Cichero 84’ (rig.) Profeta |

| Arbitro: | Dahane Beida |

|              |           |                                            |
| Watson 90+1’ | Marcatori | 45+7’ Brunner 60’ Moerstedt 81’ Yalçınkaya |

| Arbitro: | Omar Mohamed Al Ali |

|  |           |                                                   |
|  | Marcatori | 42’ Barajas 47’ Fernandez 54’, 67’ (rig.) Carillo |

| Arbitro: | Ko Hyung-jin |

|                                     |           |  |
| Ramsak 1’, 57’ Da Silva Moreira 42’ | Marcatori |  |

### Confronto fra le terze classificate
Le quattro squadre con la miglior classifica si qualificano agli ottavi di finale. I criteri usati per determinare il miglior piazzamento sono, nell'ordine:
1. maggior numero di punti;
2. miglior differenza reti;
3. maggior numero di gol segnati;
4. maggior numero di punti fair play;
5. sorteggio.

| Pos. | Gr. | Squadra      | Pt | G | V | N | P | GF | GS | DR |
| ---- | --- | ------------ | -- | - | - | - | - | -- | -- | -- |
| 1.   | C   | Iran         | 6  | 3 | 2 | 0 | 1 | 9  | 4  | +5 |
| 2.   | D   | Giappone     | 6  | 3 | 2 | 0 | 1 | 4  | 3  | +1 |
| 3.   | B   | Uzbekistan   | 4  | 3 | 1 | 1 | 1 | 5  | 5  | 0  |
| 4.   | F   | Venezuela    | 4  | 3 | 1 | 1 | 1 | 5  | 5  | 0  |
| 5.   | E   | Burkina Faso | 3  | 3 | 1 | 0 | 2 | 3  | 6  | -3 |
| 6.   | A   | Indonesia    | 2  | 3 | 0 | 2 | 1 | 3  | 5  | -2 |

## Fase ad eliminazione diretta
|  | Ottavi di finale | Ottavi di finale | Ottavi di finale |                |                | Quarti di finale | Quarti di finale | Quarti di finale |      |           | Semifinali | Semifinali | Semifinali |                 |                 | Finale          | Finale | Finale |  |
|  |                  |                  |                  |                |                |                  |                  |                  |      |           |            |            |            |                 |                 |                 |        |        |  |
|  | Ecuador          | Ecuador          | 1                |                |                |                  |                  |                  |      |           |            |            |            |                 |                 |                 |        |        |  |
|  | Ecuador          | Ecuador          | 1                |                |                |                  |                  |                  |      |           |            |            |            |                 |                 |                 |        |        |  |
|  | Brasile          | Brasile          | 3                |                |                |                  |                  |                  |      |           |            |            |            |                 |                 |                 |        |        |  |
|  | Brasile          | Brasile          | 3                |                | Brasile        | Brasile          | 0                |                  |      |           |            |            |            |                 |                 |                 |        |        |  |
|  |                  |                  |                  |                | Brasile        | Brasile          | 0                |                  |      |           |            |            |            |                 |                 |                 |        |        |  |
|  |                  |                  | Argentina        | Argentina      | 3              |                  |                  |                  |      |           |            |            |            |                 |                 |                 |        |        |  |
|  | Argentina        | Argentina        | Argentina        | Argentina      | 3              | 5                |                  |                  |      |           |            |            |            |                 |                 |                 |        |        |  |
|  | Argentina        | Argentina        |                  |                |                |                  |                  |                  |      |           |            |            |            |                 |                 |                 |        |        |  |
|  | Venezuela        | Venezuela        | 0                |                |                |                  |                  |                  |      |           |            |            |            |                 |                 |                 |        |        |  |
|  | Venezuela        | Venezuela        | 0                |                | Argentina      | Argentina        | 3 (2)            |                  |      |           |            |            |            |                 |                 |                 |        |        |  |
|  |                  |                  |                  |                |                |                  |                  |                  |      |           |            |            |            |                 |                 |                 |        |        |  |
|  |                  |                  | Germania (dtr)   | Germania (dtr) | 3 (4)          |                  |                  |                  |      |           |            |            |            |                 |                 |                 |        |        |  |
|  | Spagna           | Spagna           | Germania (dtr)   | Germania (dtr) | 3 (4)          | 2                |                  |                  |      |           |            |            |            |                 |                 |                 |        |        |  |
|  | Spagna           | Spagna           |                  |                |                |                  |                  |                  |      |           |            |            |            |                 |                 |                 |        |        |  |
|  | Giappone         | Giappone         | 1                |                |                |                  |                  |                  |      |           |            |            |            |                 |                 |                 |        |        |  |
|  | Giappone         | Giappone         | 1                |                | Spagna         | Spagna           | 0                |                  |      |           |            |            |            |                 |                 |                 |        |        |  |
|  |                  |                  |                  |                | Spagna         | Spagna           | 0                |                  |      |           |            |            |            |                 |                 |                 |        |        |  |
|  |                  |                  | Germania         | Germania       | 1              |                  |                  |                  |      |           |            |            |            |                 |                 |                 |        |        |  |
|  | Germania         | Germania         | Germania         | Germania       | 1              | 3                |                  |                  |      |           |            |            |            |                 |                 |                 |        |        |  |
|  | Germania         | Germania         |                  |                |                |                  |                  |                  |      |           |            |            |            |                 |                 |                 |        |        |  |
|  | Stati Uniti      | Stati Uniti      | 2                |                |                |                  |                  |                  |      |           |            |            |            |                 |                 |                 |        |        |  |
|  | Stati Uniti      | Stati Uniti      | 2                |                | Germania (dtr) | Germania (dtr)   | 2 (4)            |                  |      |           |            |            |            |                 |                 |                 |        |        |  |
|  |                  |                  |                  |                |                |                  |                  |                  |      |           |            |            |            |                 |                 |                 |        |        |  |
|  |                  |                  | Francia          | Francia        | 2 (3)          |                  |                  |                  |      |           |            |            |            |                 |                 |                 |        |        |  |
|  | Francia (dtr)    | Francia (dtr)    | Francia          | Francia        | 2 (3)          | 0 (5)            |                  |                  |      |           |            |            |            |                 |                 |                 |        |        |  |
|  | Francia (dtr)    | Francia (dtr)    |                  |                |                | 0 (5)            |                  |                  |      |           |            |            |            |                 |                 |                 |        |        |  |
|  | Senegal          | Senegal          | 0 (3)            |                |                |                  |                  |                  |      |           |            |            |            |                 |                 |                 |        |        |  |
|  | Senegal          | Senegal          | 0 (3)            |                | Francia        | Francia          | 1                |                  |      |           |            |            |            |                 |                 |                 |        |        |  |
|  |                  |                  |                  |                | Francia        | Francia          | 1                |                  |      |           |            |            |            |                 |                 |                 |        |        |  |
|  |                  |                  | Uzbekistan       | Uzbekistan     | 0              |                  |                  |                  |      |           |            |            |            |                 |                 |                 |        |        |  |
|  | Inghilterra      | Inghilterra      | Uzbekistan       | Uzbekistan     | 0              | 1                |                  |                  |      |           |            |            |            |                 |                 |                 |        |        |  |
|  | Inghilterra      | Inghilterra      |                  |                |                |                  |                  |                  |      |           |            |            |            |                 |                 |                 |        |        |  |
|  | Uzbekistan       | Uzbekistan       | 2                |                |                |                  |                  |                  |      |           |            |            |            |                 |                 |                 |        |        |  |
|  | Uzbekistan       | Uzbekistan       | 2                |                | Francia        | Francia          | 2                |                  |      |           |            |            |            |                 |                 |                 |        |        |  |
|  |                  |                  |                  |                |                |                  |                  |                  |      |           |            |            |            |                 |                 |                 |        |        |  |
|  |                  |                  | Mali             | Mali           | 1              |                  |                  |                  |      |           |            |            |            |                 |                 |                 |        |        |  |
|  | Mali             | Mali             | Mali             | Mali           | 1              | 5                |                  |                  |      |           |            |            |            | Finale 3º posto | Finale 3º posto | Finale 3º posto |        |        |  |
|  | Mali             | Mali             |                  |                |                |                  |                  |                  |      |           |            |            |            |                 |                 |                 |        |        |  |
|  | Messico          | Messico          | 0                |                |                |                  |                  |                  |      |           |            |            |            |                 |                 |                 |        |        |  |
|  | Messico          | Messico          | 0                |                | Mali           | Mali             | 1                |                  |      | Argentina | Argentina  | 0          |            |                 |                 |                 |        |        |  |
|  |                  |                  |                  |                | Mali           | Mali             | 1                |                  |      | Argentina | Argentina  | 0          |            |                 |                 |                 |        |        |  |
|  |                  |                  | Marocco          | Marocco        | 0              |                  |                  | Mali             | Mali | 3         |            |            |            |                 |                 |                 |        |        |  |
|  | Marocco (dtr)    | Marocco (dtr)    | Marocco          | Marocco        | 0              | 1 (4)            |                  | Mali             | Mali | 3         |            |            |            |                 |                 |                 |        |        |  |
|  | Marocco (dtr)    | Marocco (dtr)    |                  |                |                |                  |                  |                  |      |           |            |            |            |                 |                 |                 |        |        |  |
|  | Iran             | Iran             | 1 (1)            |                |                |                  |                  |                  |      |           |            |            |            |                 |                 |                 |        |        |  |

### Ottavi di finale
| Arbitro: | Atilla Karaoğlan |

|                |           |                             |
| Bermúdez 45+4’ | Marcatori | 14’, 71’ Estêvão 90’ Luighi |

| Arbitro: | Pierre Atcho |

|                     |           |            |
| Junyent 8’ Guiu 74’ | Marcatori | 40’ Nawata |

| Arbitro: | Fu Ming |

|                                           |           |                          |
| Herrmann 14’ Moerstedt 34’ Yalçınkaya 87’ | Marcatori | 24’ Habroune 80’ Vazquez |

| Arbitro: | Gustavo Tejera |

|                                                    |           |  |
| Barry 9’, 13’ Diarra 15’ Kanate 37’ (rig.) Tia 50’ | Marcatori |  |

| Arbitro: | João Pinheiro |

|                                |                      |                       |
| Azaouzi 90+4’                  | Marcatori            | 73’ Gholizadeh        |
| Ouazane Azaouzi Nazih Zahouani | Tiri di rigore 4 – 1 | Darvish Nafari Taheri |

| Arbitro: | Morten Krogh |

|                                                                 |           |  |
| Balbo 5’ (aut.) López 22’ Echeverri 32’ Ruberto 70’ (rig.), 79’ | Marcatori |  |

| Arbitro: | Selvin Brown |

|           |           |                       |
| Ndala 35’ | Marcatori | 4’ Saidov 67’ Mizraev |

| Arbitro: | Roberto Bruno Pérez Gutiérrez |

|                                           |                      |                            |
| Kayi Sanda Zangue Tincrès Meupiyou Sangui | Tiri di rigore 5 – 3 | Gueye Diong Dorival Sawane |

### Quarti di finale
| Arbitro: | Omar Mohamed Al Ali |

|  |           |                    |
|  | Marcatori | 64’ (rig.) Brunner |

| Arbitro: | Espen Eskås |

|  |           |                         |
|  | Marcatori | 28’, 58’, 71’ Echeverri |

| Arbitro: | Dahane Beida |

|            |           |  |
| Bouneb 83’ | Marcatori |  |

| Arbitro: | Augusto Aragón |

|            |           |  |
| Diarra 81’ | Marcatori |  |

### Semifinali
| Arbitro: | João Pinheiro |

|                                        |                      |                                                   |
| Ruberto 36’, 45+4’, 90+7’              | Marcatori            | 9’, 58’ Brunner 69’ Moerstedt                     |
| Mastantuono Echeverri Giménez Villalba | Tiri di rigore 2 – 4 | Da Silva Moreira Ramsak Jeltsch Harchaoui Brunner |

| Arbitro: | Gustavo Tejera |

|                     |           |              |
| Titi 56’ Bouneb 69’ | Marcatori | 45+4’ Diarra |

### Finale 3º posto
| Arbitro: | Fu Ming |

|  |           |                                   |
|  | Marcatori | 9’ Diarra 45’ Doumbia 48’ Makalou |

### Finale
| Arbitro: | Espen Eskås |

|                                                           |                      |                                                 |
| Brunner 29’ (rig.) Darvich 51’                            | Marcatori            | 53’ Bouabré 85’ Amougou                         |
| Da Silva Moreira Ramsak Moerstedt Harchaoui Brunner Kabar | Tiri di rigore 4 – 3 | Kayi Sanda Bouneb Sangui Meupiyou Tincrès Gomis |

## Premi individuali
| Pallone d'oro        | Pallone d'argento | Pallone di bronzo |
| -------------------- | ----------------- | ----------------- |
| Paris Brunner        | Hamidou Makalou   | Mathis Amougou    |
| Scarpa d'oro         | Scarpa d'argento  | Scarpa di bronzo  |
| Agustín Ruberto      | Ibrahim Diarra    | Claudio Echeverri |
| 8 goal, 1 assist     | 5 goal, 4 assist  | 5 goal, 2 assist  |
| Guanto d'oro         |                   |                   |
| Paul Argney          |                   |                   |
| FIFA Fair Play Award |                   |                   |
| Inghilterra          |                   |                   |